# Val Hoyle
Valerie Anne Hoyle, née Toomey le 14 février 1964, est une femme politique américaine représentant le 4e district de l'Oregon à la Chambre des représentants depuis 2023. Jusqu'en 2023, elle est commissaire du Bureau du travail et des industries de l'Oregon (BOLI)  (communément appelé « Commissaire du travail »).
Démocrate, Hoyle siège auparavant à la Chambre des représentants de l'Oregon, représentant le 14e district, qui comprend West Eugene, Junction City et Cheshire. Elle est nommée à la Chambre en août 2009 et réélue pour un mandat complet en 2010, 2012 et 2014.
En décembre 2021, Hoyle annonce sa candidature à la Chambre des représentants des États-Unis en 2022. Le siège est ouvert après que le représentant sortant Peter DeFazio ait décidé de ne pas se présenter aux élections.

## Jeunesse et éducation
Hoyle est née sur la Travis Air Force Base à Fairfield, en Californie, en 1964. Elle grandit à Nashua, dans le New Hampshire, où son père Dan Toomey est pompier, responsable syndical et plus tard membre de la Chambre des représentants du New Hampshire. Elle obtient un baccalauréat ès arts en sciences politiques de l'Emmanuel College de Boston.

## Début de carrière
En 1999, Hoyle et sa famille déménagent dans le comté de Lane, dans l'Oregon, où elle rejoint le groupe de défense de l'éducation Stand for Children. Avant de siéger à l'Assemblée législative de l'Oregon, elle travaille dans la vente et le marketing pour les fabricants de vélos Burley Design et Cane Creek, et est assistante législative et analyste politique pour le sénateur d'État Floyd Prozanski. Elle est également directrice de Centraide du comté de Lane.

## Chambre des représentants de l'Oregon
Hoyle est nommée à la Chambre des représentants de l'Oregon en août 2009 pour remplacer Chris Edwards, qui est nommé au Sénat de l'État. En 2010, elle est réélue pour un mandat complet, battant le républicain Dwight Coon et l'indépendant Kevin Prociw. Le 6 novembre 2012, Hoyle bat de nouveau Coon pour remporter un deuxième mandat complet.
Avant la session législative de 2011, Hoyle est élue cheffe adjointe du caucus des démocrates de la Chambre. Au cours de la session législative de 2011, elle est co-vice-présidente du sous-comité de la Chambre sur l'enseignement supérieur et siège aux comités de la Chambre sur les soins de santé et sur les affaires et le travail. Elle fait également partie de l'équipe de transformation des soins de santé du gouverneur.
Le 15 novembre 2012, après que les démocrates de la Chambre des représentants choisissent Tina Kotek comme présidente de la Chambre de l'Oregon, Hoyle est élue à la tête des démocrates de la Chambre en tant que leader de la majorité pour la session législative de 2013.
Après la démission du gouverneur de l'Oregon, John Kitzhaber, en février 2015, élevant Kate Brown au poste de gouverneure, The Oregonian nomme Hoyle comme successeur possible de Brown au poste de secrétaire d'État de l'Oregon. Hoyle démissionne de son poste de leader de la majorité en 2015 pour se présenter au poste de secrétaire d'État de l'Oregon. Lors de la primaire démocrate de 2016, elle arrive à la deuxième place, obtenant 33,81 % des voix contre 39,06 % du candidat démocrate Brad Avakian.

## Commissaire du travail de l'Oregon
En 2018, Hoyle se présente pour devenir la 10e Commissaire du travail de l'Oregon, un poste élu non partisan. Elle remporte la course en mai, obtenant 52 % des voix et remportant 17 des 36 comtés. L'ancien maire de Tualatin, Lou Ogden, reçoit 36 % et Jack Howard, avocat de La Grande et ancien commissaire du comté d'Union, reçoit 12 %. Le commissaire du Bureau du travail et des industries a un mandat de quatre ans, possède des bureaux à Portland, Eugene et Salem, supervise l'application des lois sur les salaires et les horaires, y compris l'application des salaires et des droits civils en vigueur, certifie les programmes d'apprentissage et fournit le droit du travail et l'assistance technique aux employeurs.

## Chambre des représentants des États-Unis
Le 1er décembre 2021, Hoyle annonce sa candidature aux élections de novembre 2022 dans le 4e district de l'Oregon, alors représenté par le démocrate Peter DeFazio, non candidat à sa réélection après 18 mandats. Un sondage mené par Public Policy Polling en mars 2022 révèle que Hoyle est donnée gagnante à la primaire démocrate. Bénéficiant de plus de 500 000 $ de dépenses des super PAC, elle remporte la primaire du 17 mai 2022. En novembre 2022, Hoyle est élue à la Chambre en battant le républicain Aleksander Skarlatos.
À la Chambre, elle devient membre à la fois de la New Democrat Coalition et du Congressional Progressive Caucus.
Le 31 janvier 2023, Hoyle fait partie des sept démocrates à voter en faveur du Freedom for Health Care Workers Act, un projet de loi qui aurait levé les obligations de vaccination contre le COVID-19 pour les travailleurs du secteur de la santé,.
En 2023, Hoyle fait partie des 56 démocrates à voter en faveur d'une résolution non adoptée de la Chambre qui ordonne au président Joe Biden de retirer les troupes américaines de Syrie dans un délai de 180 jours,.
Le 31 mai 2023, elle fait partie des 46 démocrates qui votent contre le Fiscal Responsibility Act of 2023, le projet de loi résultant de l'accord entre Joe Biden et Kevin McCarthy pour mettre fin à la crise du plafond de la dette.
Elle est réélue pour un second mandat à la Chambre lors des élections de 2024, en battant la républicaine Monique DeSpain.

## Vie privée
Hoyle vit à l'extérieur de Springfield, dans l'Oregon, et est marié et mère de deux enfants adultes.
Hoyle est catholique.